# Campionati del mondo di atletica leggera indoor 2022 - Salto in alto femminile
La gara del salto in alto femminile dei campionati del mondo di atletica leggera indoor 2022 si è svolta il 19 marzo.

## Podio
| Pos.    | Atleta                | Nazionalità | Misura |
| ------- | --------------------- | ----------- | ------ |
| Oro     | Yaroslava Mahuchikh   | Ucraina     | 2,02 m |
| Argento | Eleanor Patterson     | Australia   | 2,00 m |
| Bronzo  | Nadezhda Dubovitskaya | Kazakistan  | 1,98 m |

## Situazione pre-gara

### Record
Prima di questa competizione, il record del mondo indoor e il record dei campionati erano i seguenti.
| Record                | Prestazione | Atleta                      | Data e luogo                           | Competizione                     |
| --------------------- | ----------- | --------------------------- | -------------------------------------- | -------------------------------- |
| Record mondiale       | 2,08 m      | Kajsa Bergqvist Svezia      | 14 febbraio 2006 Arnstadt, Germania    | Hochsprung mit Musik             |
| Record dei campionati | 2,05 m      | Stefka Kostadinova Bulgaria | 8 marzo 1987 Indianapolis, Stati Uniti | Campionati del mondo indoor 1987 |

### Campionesse in carica
Le campionesse in carica a livello mondiale erano:
| Campione        | Atleta                                        | Prestazione | Data e luogo                          | Competizione                     |
| --------------- | --------------------------------------------- | ----------- | ------------------------------------- | -------------------------------- |
| Olimpico        | Mariya Lasitskene ROC                         | 2,04 m      | 7 agosto 2021 Tokyo, Giappone         | Giochi della XXXII Olimpiade     |
| Mondiale indoor | Mariya Lasitskene Atleti Neutrali Autorizzati | 2,01 m      | 1º marzo 2018 Birmingham, Regno Unito | Campionati del mondo indoor 2018 |

### La stagione
Prima di questa gara, le atlete con le migliori tre prestazioni dell'anno erano:
| Pos. | Atleta                           | Prestazione | Data e luogo                                 |
| ---- | -------------------------------- | ----------- | -------------------------------------------- |
| 1    | Eleanor Patterson Australia      | 1,99 m      | 15 febbraio 2022 Banská Bystrica, Slovacchia |
| 2    | Vashti Cunningham Stati Uniti    | 1,98 m      | 12 febbraio 2022 Louisville, Stati Uniti     |
| 3    | Yaroslava Mahuchikh Ucraina      | 1,96 m      | 15 febbraio 2022 Banská Bystrica, Slovacchia |
| 3    | Marija Vuković Montenegro        | 1,96 m      | 15 febbraio 2022 Banská Bystrica, Slovacchia |
| 3    | Nadezhda Dubovitskaya Kazakistan | 1,96 m      | 24 febbraio 2022 Öskemen, Kazakistan         |

## Risultati

### Finale
La finale diretta si è tenuta il 19 marzo alle ore 11:05.
| Pos | Atleta                | Nazionalità   | 1,84 m | 1,88 m | 1,92 m | 1,95 m | 1,98 m | 2,00 m | 2,02 m | 2,04 m | Risultato | Note                                     |
| --- | --------------------- | ------------- | ------ | ------ | ------ | ------ | ------ | ------ | ------ | ------ | --------- | ---------------------------------------- |
|     | Yaroslava Mahuchikh   | Ucraina       | -      | o      | xo     | o      | o      | xxo    | o      | xxx    | 2,02 m    | Miglior prestazione mondiale stagionale  |
|     | Eleanor Patterson     | Australia     | o      | o      | o      | o      | xo     | xo     | x-     | xx     | 2,00 m    | Record oceaniano                         |
|     | Nadezhda Dubovitskaya | Kazakistan    | o      | o      | o      | o      | o      | xxx    |        |        | 1,98 m    | Record asiatico                          |
| 4   | Marija Vuković        | Montenegro    | xo     | o      | xo     | o      | xxx    |        |        |        | 1,95 m    |                                          |
| 5   | Iryna Gerashchenko    | Ucraina       | o      | o      | o      | xxx    |        |        |        |        | 1,92 m    |                                          |
| 6   | Safina Sadullayeva    | Uzbekistan    | o      | o      | xxo    | xxx    |        |        |        |        | 1,92 m    |                                          |
| 6   | Elena Vallortigara    | Italia        | o      | o      | xxo    | xxx    |        |        |        |        | 1,92 m    | Miglior prestazione personale stagionale |
| 8   | Mirela Demireva       | Bulgaria      | o      | o      | xxx    |        |        |        |        |        | 1,88 m    |                                          |
| 9   | Angelina Topić        | Serbia        | o      | xo     | xxx    |        |        |        |        |        | 1,88 m    |                                          |
| 10  | Emily Borthwick       | Gran Bretagna | xo     | xxx    |        |        |        |        |        |        | 1,84 m    |                                          |
| 10  | Svetlana Radzivil     | Uzbekistan    | xo     | xxx    |        |        |        |        |        |        | 1,84 m    | Miglior prestazione personale stagionale |
| 12  | Rachel McCoy          | Stati Uniti   | xxo    | xxx    |        |        |        |        |        |        | 1,84 m    |                                          |